# Dieter Herrmann (Radsporttrainer)
Dieter Herrmann (* 1936; † 15. Januar 2020 in Berlin) war ein deutscher Radsporttrainer.

## Leben
Herrmann war in den 1950er Jahren bis zum Beginn seines Studium als Radrennfahrer im Straßenradsport und im Bahnradsport in der DDR aktiv.
Er absolvierte an der Humboldt-Universität zu Berlin ein Studium und beendete es als Diplom-Sportlehrer. Nach seinem Studium wurde er Assistenztrainer in der Sektion Radsport des Deutschen Turn- und Sportbundes (DTSB). In dieser Funktion war er Teilnehmer der Olympischen Sommerspiele 1960 in Rom. Bis 1988 betreute er alle Olympiamannschaften im Bahnradsport der DDR.
Herrmann wurde 1966 Nachfolger von Gerhard Gallinge als Auswahltrainer (damals Verbandstrainer) für den Bahnradsport. Unter seiner Verantwortung als Nationaltrainer und in Zusammenarbeit mit Gerd Müller aus Cottbus wurden Bahnfahrer der DDR wie Lothar Thoms, Lutz Heßlich und Klaus-Jürgen Grünke Olympiasieger und errangen weitere Sportler zahlreiche Titel und Medaillen bei den Bahnradsport-Weltmeisterschaften.
1990 endete seine Amtszeit als Nationaltrainer. Neben seiner Trainertätigkeit war er Dozent an der Deutsche Hochschule für Körperkultur (DHfK) Leipzig.